# Kulturní dům Ruzyně
Kulturní dům Ruzyně (Kulturní dům 17. listopadu) je zaniklý Kulturní dům s kinem v Praze-Ruzyni v ulici Kralupská poblíž ústí ulice Jinočanská. Objekt byl zbořen při výstavbě okolních domů před rokem 2015.

## Historie

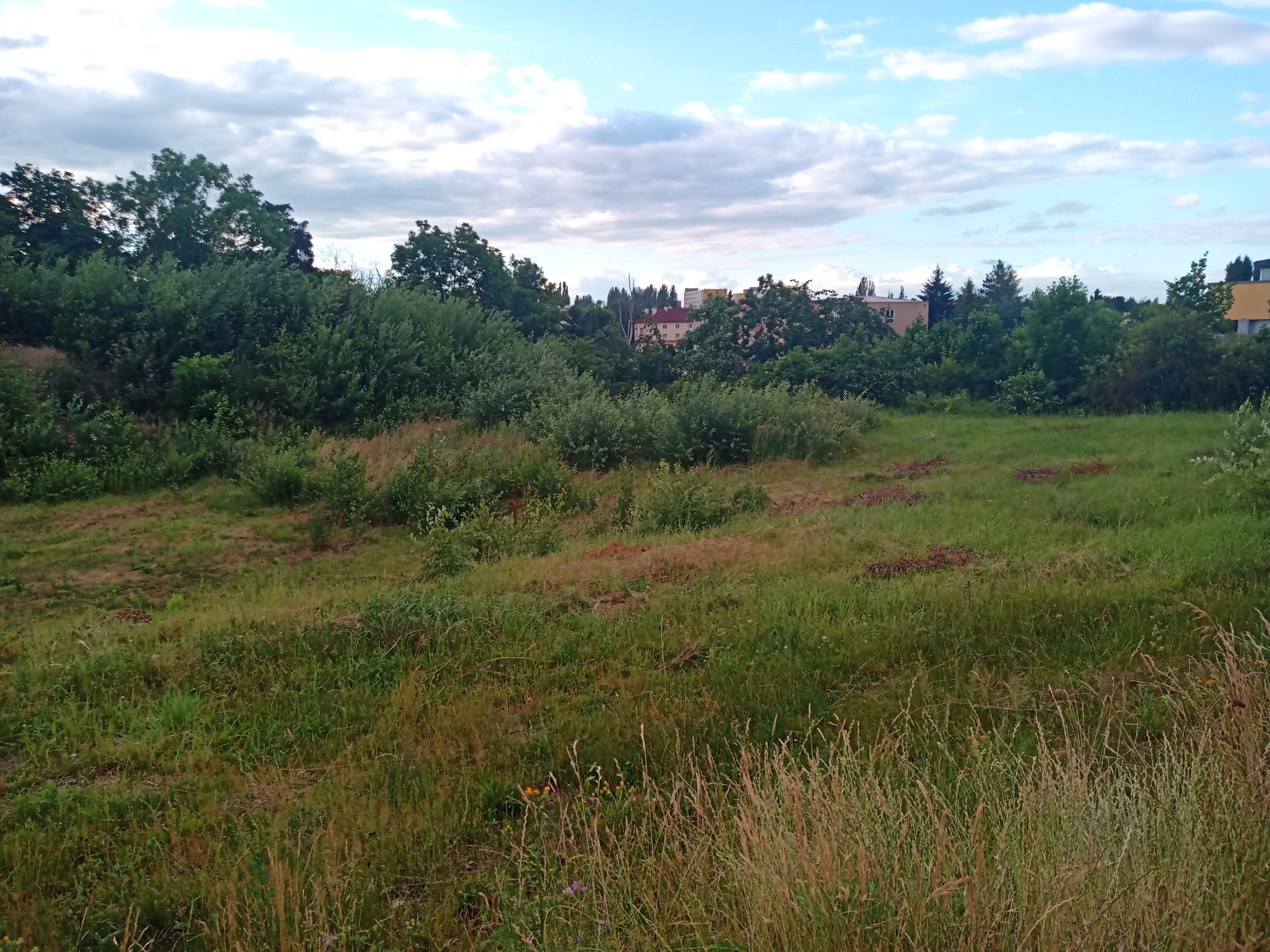
místo po zbořeném kinu

Kulturní dům byl stavěn souběžně s kinem U Hradeb (1958–1964) podle projektu Jaroslava Kříže z října 1957. Budova měla mít v suterénu kinosál a na úrovni přízemí a prvního patra divadelní sál s rovnou podlahou, která umožňovala využití i pro taneční zábavy. Ještě v roce 1966 byl objekt postaven pouze "zhruba" a místo divadelního sálu měla být tělocvična.
V roce 1989 byl Kulturní dům uzavřen a nevyužitá budova chátrala; mezi roky 2012 a 2015 byla zbořena.

### Kino
Kino mělo od začátku nově zaváděnou širokoúhlou projekci - plátno rozměrů 8 × 3,15 metru. Hlediště pro 227 diváků na ploše 16,6 × 12 metrů mělo 15 přímých řad, umístěných na stupních ve stoupavém oblouku.
V září 1968 získal kinosál do nájmu Pražský filmový podnik a až do roku 1987 zde působilo kino Ruzyně.